# Montpellerenc (subdialecte)
El montpellerenc (montpelhierenc en occità) és el parlar occità de la vila de Montpeller (Montpelhièr en occità) i dels seus voltants, és a dir si fa no fa la part oriental del departament d'Erau (Hérault en francés), fins a Seta. Amb el cevenol i el baix vivarès, forma part del tronc del llenguadocià oriental. Aquest subdialecte va ser una de les varietats més usades a partir de finals del segle xix amb autors prestigiosos coma Alexandre Langlada de Lansargues i de lingüistes com Alfons de RòcaFerrièr. Aquella vitalitat es pot palesar amb la creació de la Revue des Langues Romanes i del diari humorístic de gran difusió La Campana de Magalouna.
Entre els diversos autors importants d'aquesta àrea convé citar Joan Batista Fabre, Max Roqueta o Joan-Frederic Brun.

## Elements de dialectologia
El montpellerenc és un dels subdialectes més particulars del conjunt llenguadocià. Presenta trets més antics i alhora una continuïtat amb el dialecte provençal.

### Fonètica
- Conservació del so [a] (amb variacions) de la -a àton final (tret que s'estén gairebé fins al Roine a l'est) amb un so entre [a] i proper a la [ə] (vocal neutra del català). Ex: vaca ['baka] per ['bako] en llenguadocià generalment i en els parlars occidentals.
- Conservació de la Ǒ breu llatina en diftong -uò- (pronunciat [jɔ]) (compartit també per una part del roergàs i de l'albigès) Ex: nuòch per nuèch/nuèit en les altres varietats llenguadocianes.
- ò s'hi ha preservat al contacte d'una nasal. Ex: bòn, fònt, lòng, etc. com en provençal rodanenc.
- Una de les característiques més peculiars del montpellerenc és la transformació de la -r- intervocàlica en una mena de [d](realització que es retroba a algunes parles roergasses): cara ['kada], pèira ['pɛjda]. A certes localitats del litoral pot arribar fins i tot a desaparèixer.
- -l final es vocalitza després de a, e, i, o, u: fiu, muòu, sau, mèu, muòu ('mul'), tau(s) (o tal(s)). Nogensmenys s'hi pronuncia [l] la resultant de -LL- llatina i el dígraf -lh. Ex: martèl, capèl, miralh. notem "dau" (del), plural "dels" [das], embe (per 'amb').

Simplificació de la pronunciació dels grups de consonants en fi de mot: cs, ps, ts, chs es pronuncien s a Montpeller o ch a l'Erau com a l'àrea de Besièrs. En el parlar de Montpeller bòsc (plural: bòsses ['bɔses]), nuòchs, fachs es pronuncien com a ['bɔs], ['njɔs], ['fas] mentre que en parlar de Lodeva es troba: ['njɔtʃes], ['fatʃes]; el present d'indicatiu trobatz es pronuncia [trubas], les rs finals fan -ses de plural : flor (plural: florses ['fluzes]).
La palatal -lh presenta ieisme- (fenomen que es troba també des del provençal fins al narbonès i en català oriental).
La -j- es pronuncia [t͡ʃ] a tot el montpellerenc central i occidental i [d͡ʒ] en montpellerenc oriental.

### Morfologia

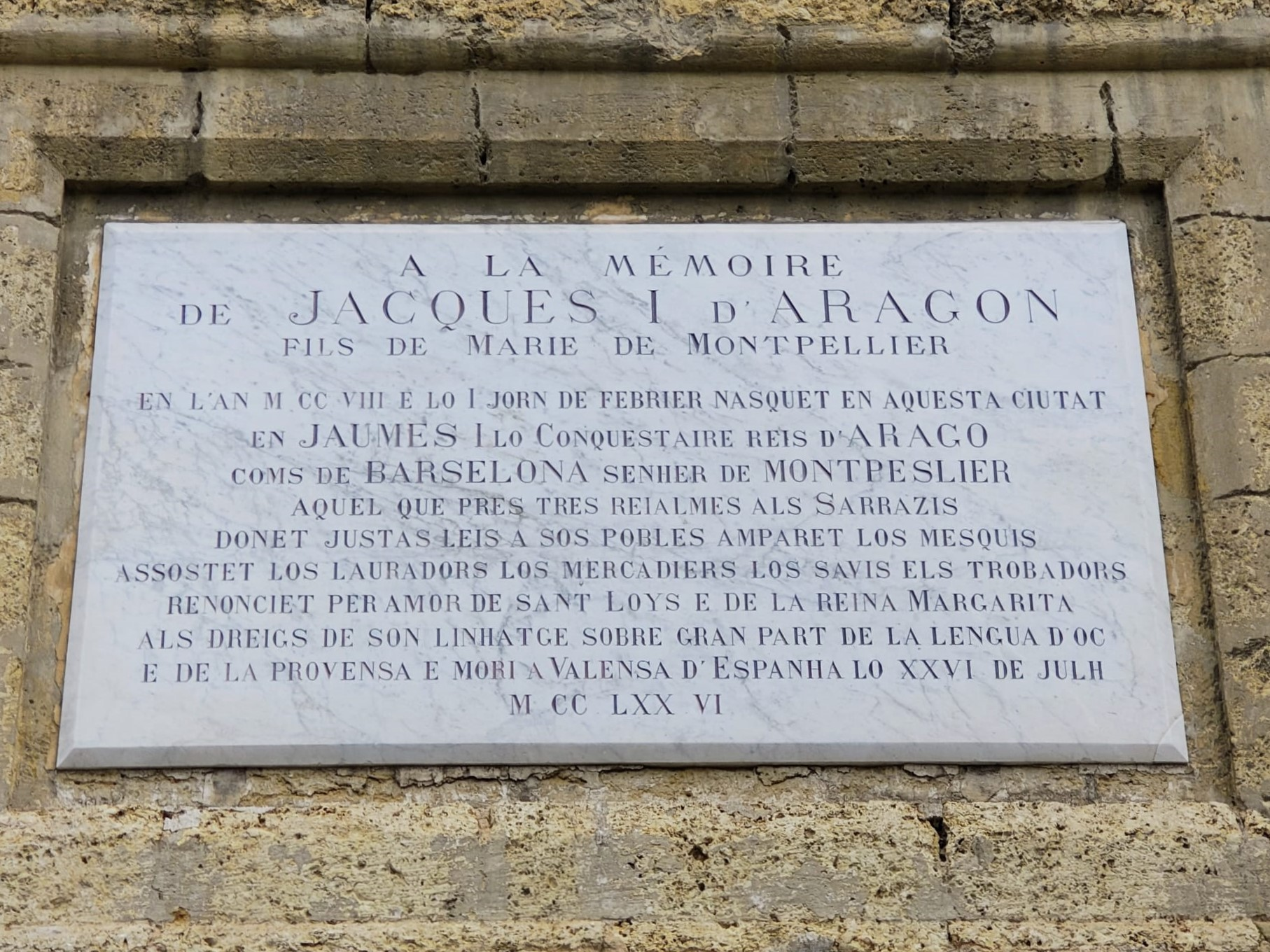
Placa en occità a Montpellier

La primera persona del present del verb ésser: siái ([sjɛj] en montpellerenc central i [sjɔj] en montpellerenc occidental). Trobem [sɔj] en besierenc central i siáu ([sjɔw] en narbonès central, entre dues franges de [sɛj].
el subjuntiu del verb èsser és siegue i el participi passat seguèt, els imperatius de faire i anar són fai e vai.
Pel que fa a la morfologia el montpellerenc també es caracteritza per la desinència de primera persona de l'indicatiu present en -e contràriament al besierenc i com en provençal rodanenc (més a l'oest es fa servir -i). Ex: mtp. cante vs. canti i per a la segona -es en lloc de l'occidental -as.
Repugnància a la -n : dison ['dizu], avián (s'hi pronuncia a l'oest i al nord de Montpeller [a'bjɛw] i en montpellerenc occidental [a'bjɔw]).
La tercera persona del plural és -on (com a totes les varietats del litoral mediterrani) generalitzat a tots els grups del present i del subjuntiu imperfet (cantan ['kantu(n)] i en narbonès cantèsson [kanˈtɛsu(n)].
La tercera persona del plural dels possessius es confon amb la persona singular (com en espanyol i bona part del català) : son/sa contra lor (llur) a les Cevenes i al Carcassès.

## L'article i els pronoms

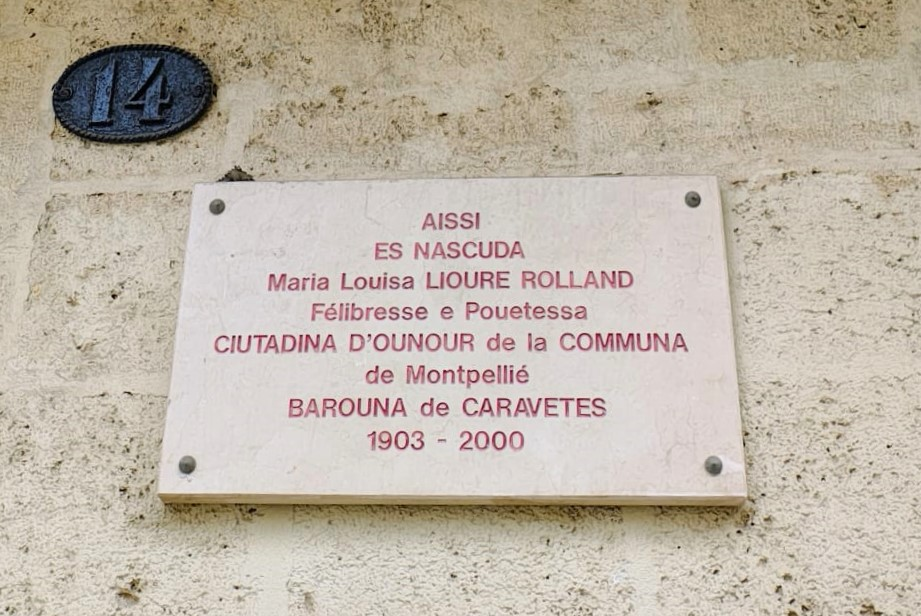

- Article definit plural femení : las ([lay] davant consonants)
- contractat : de las; a las
- Article definit plural : (d')unes, (d')unas
- Pronoms personals
  - 1a persona plural : nos, nautres/nautras
  - 2a persona plural : vos, vautres/nautras
  - 3a persona plural : eles, elas
- Pronoms relatius i interrogatius plurals : quantes/quantas, quintes/quintas
- Adjectius possessius plurals : mos/mas : mieus - mieunes/mieunas, nòstres/nòstras o nòstes/nòstas, vòstres/vòstras o vòstes/vòstas

### Lèxic
Tocant al lèxic presenta sovint una continuïtat amb el dialecte provençal (ben [ben] contra plan que apareix a l'entorn de Mesa (Llenguadoc); coma (vai?) ('cossí (va?'), amarina ('vim'), escoba ('escombra'), escòndre ('amagar'), fureta (contra ratuga en besierenc i mirga, murga en narbonès = ratolí), sartan ('paella'), taisar ('callar').
També presenta variants pròpies com ara antau/antal (així); manaira (destrau en provençal rodanenc o pigassa a l'oest), pòta (frigola), rabàs (en comptes de tais més general = teixó), putnaisa (cinze a la franja occidental i cime/cimet/címec més al sud = xinxa)... i téner ('tenir' en provençal) i dòus/dèus [dos]: vers (adv.)
Existeix a més una influència provençal més forta en el montpellerí oriental (País de Lunèl) i a la costa. A l'oest va amainant a partir de Palavàs i encara se'n poden veure alguns trets a la parla de Seta (com amb siáu en lloc de siái per exemple). El pronom neutre hi és de cops lo: lo sabe (ho sé), encara que els escriptors d'aquest dialecte emprin el general o (ho).

### Divisió dialectal
El subdialecte montpellerenc es pot dividir en tres varietats:
- El montpellerenc oriental (País de Lunèl e de Vidorle)
- El montpellerenc central (Montpeller i el seu voltant fins a Nòstra Dòna de Londres al nord, amb Seta com a punt més occidental)
- El montpellerenc occidental (a partir de Mesa/Vilamanda fins aproximadament Agde i Beçan)